# Ligidium turcicorum
Ligidium turcicorum là một loài chân đều trong họ Ligiidae. Loài này được Verhoeff miêu tả khoa học năm 1949.